# Christian Tangermann
Christian Tangermann (* um 1760 in Westfalen oder 1769 in Groß Quenstedt bei Halberstadt; † 24. Mai 1830 in Berlin) war ein deutscher Porträtmaler.

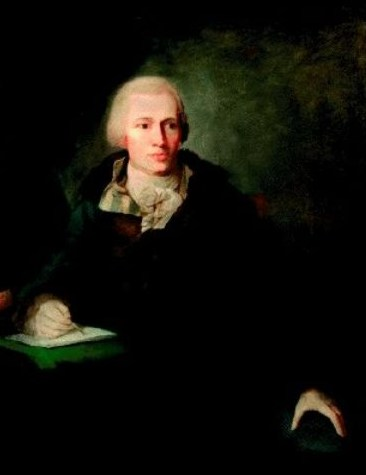
Bildnis eines schreibenden Herrn im Pelz, 1809

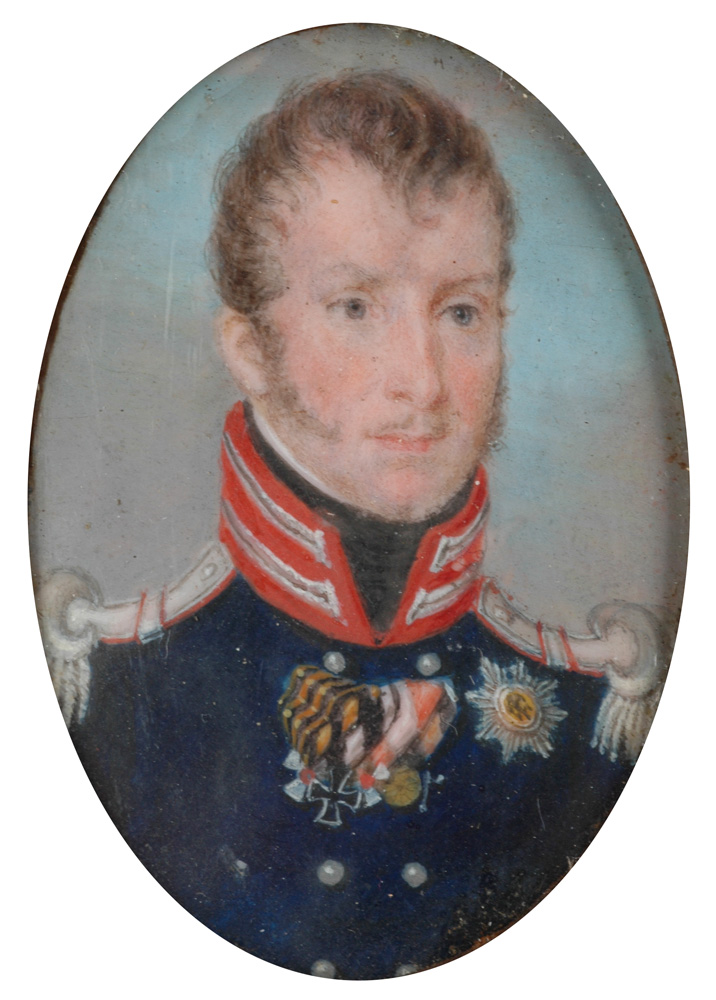
Friedrich Wilhelm III., Miniaturporträt, um 1815

## Leben
Tangermann war der Sohn eines Kleinbauern und Schuhmachers aus Groß Quenstedt. Trotz seines Interesses an einer künstlerischen Ausbildung, begann er aufgrund fehlender finanzieller Mittel und auf Wunsch des Vaters eine 3-jährige Schuhmacherlehre in Halberstadt. Nach seiner Lehrzeit wanderte Tangermann zunächst nach Magdeburg und anschließend nach Berlin, wo er neben seiner Tätigkeit als Schuhmacher bei dem Maler Heybaum Zeichenunterricht erhielt. Um einen Ausbildungsplatz an der Königlichen Akademie der bildenden Künste und mechanischen Wissenschaften zu Berlin zu bekommen, nahm er 1786 Kontakt zum Akademierektor, Maler und Radierer Johann Christoph Frisch auf und erhielt nach Vorlage einiger Kopien von dessen Werke Unterricht bei Heinrich Gottlieb Eckert. Die anschließende Stelle als Zeichenlehrer an einer Schule ermöglichte ihm die Aufgabe seines Handwerksberufes. In dieser Zeit erhielt er vermehrt Aufträge für Porträtgemälde. Um 1807 bis 1809 ist Tangermann in St. Petersburg und um 1812 in Wien nachweisbar. Von 1793 bis 1822 war er auf den Akademieausstellungen in Berlin vertreten und Mitglied im 1814 gegründeten Berlinischen Künstler-Verein.
Christian Tangermann malte Porträts in Öl und Pastell, arbeitete aber vor allem als Miniaturmaler.

## Werke
- Domherr Friedrich Wilhelm Graf von Schlabrendorf, 1794
- Bildnis eines schreibenden Herrn im Pelz, 1809
- Gerhard von Scharnhorst, Miniaturporträt, 1812
- Prinz Carl von Preußen als Vierzehnjähriger, 1815 (im Schloss Glienicke, Berlin)
- Friedrich Wilhelm III., Miniaturporträt, um 1815
- Prinz Albrecht von Preußen, 1815
- Carl Heinrich Albert Bietz (Berliner Arzt), 1821
- Frau Prediger Bietz, geb. von Barnewitz, 1826